# Марін Буає
Марін Буає (фр. Marine Boyer, нар. 22 травня 2000, Сен-Бенуа (Реюньйон)) — французька гімнастка. Учасниця Олімпійських ігор та чемпіонатів світу, призерка чемпіонатів Європи.

## Біографія
Народилась в Сен-Бенуа (Реюньйон). Родина переїхала на континентальну територію Франції в місто Мо (Сена і Марна) з метою пошуку гімнастичної структури, яка б дозволяла поєднувати навчання з тренуваннями. В 14 років вступила до Національного інституту спорту, спеціальних знань та ігор.

## Спортивна кар'єра
З 2006 року почала відвідувати спортивну гімнастику в місті Мелен (Сена і Марна).

#### 2014
Кілька місяців не тренувалась через травму плеча.

#### 2015
На Європейському юнацькому олімпійському фестивалі в Тбілісі, Грузія, здобула перемогу в опорному стрибку.

#### 2016
Дебютувала в дорослій збірній Франції.
На чемпіонаті Європи здобула бронзу в команді та особисте срібло в фіналі вправи на колоді.
На Олімпійських іграх 2016 в Ріо-де-Жанейро, Бразилія, в фіналі вправи на колоді зупинилась за крок від п'єдесталу.

#### 2017
На чемпіонаті світу, що проходив у жовтні в Монреалі, в багатоборстві показала 21 результат.

#### 2018
На чемпіонаті Європи в Глазго, Велика Британія, виграла срібло в команді та бронзу на колоді.
В Досі, Катар, на чемпіонаті світу разом з Джульєт Боссу, Лорет Шарпі, Мелані де Хесус дус Сантус та Луїзою Ванхіль посіла п'яте місце, що стало найкращим результатом в історії жіночої збірної Франції. В фінали окремих видів не кваліфікувалась.

#### 2019
У квітні на чемпіонаті Європи кваліфікувалася до фіналу вільних вправ, де посіла восьме місце.
На чемпіонаті світу 2019 року у командному фіналі разом з Лорет Шарпі, Алін Фрієз, Мелані де Хесус дус Сантус та Клер Понтлево посіли п'яте місце, чим не лише повторили найкращий результат в історії жіночої збірної Франції, але й здобули командну олімпійську ліцензію на Літні Олімпійські ігри 2020 у Токіо, Японія.

## Результати на турнірах
| Рік  | Змагання                                     | КБ | ІБ | Опорний стрибок | Різновисокі бруси | Колода | Вільні вправи |
| ---- | -------------------------------------------- | -- | -- | --------------- | ----------------- | ------ | ------------- |
| 2015 | Європейський юнацький олімпійський фестиваль | 9  | 6  | 1               |                   |        |               |
| 2016 | Чемпіонат Європи                             | 3  |    |                 |                   | 2      |               |
| 2016 | Олімпійські ігри                             |    |    |                 |                   | 4      |               |
| 2017 | Чемпіонат Європи                             |    | 16 |                 |                   | 7      |               |
| 2017 | Чемпіонат світу                              |    | 21 |                 |                   |        |               |
| 2018 | Чемпіонат Європи                             | 2  |    |                 |                   | 3      |               |
| 2018 | Чемпіонат світу                              | 5  |    |                 |                   |        |               |
| 2019 | Чемпіонат Європи                             |    |    |                 |                   |        | 8             |
| 2019 | Чемпіонат світу                              | 5  |    |                 |                   |        |               |
| 2021 | Чемпіонат Європи                             |    |    |                 |                   | 6      |               |
| 2021 | FIT Challenge                                | 1  | 45 |                 |                   |        |               |
| 2021 | Олімпійські ігри                             | 6  |    |                 |                   |        |               |